# Brittany Andrews
Brittany Andrews (Milwaukee, Wisconsin, 13 de agosto de 1973) é uma atriz pornográfica e dançarina exótica norte-americana.

## Biografia
Brittany Andrews cresceu em Milwaukee e descreveu-se como uma verdadeira punk rocker. Tinha o cabelo cor-de-rosa no estilo moicano.

## Prémios

### AVN (Adult Video News)
- 2008 Hall of Fame[2]